# 누르 제한
누르 제한(우르두어: نور جہاں, 영어: Noor Jehan, 1926년 9월 21일 ~ 2000년 12월 23일)은 파키스탄의 배우, 가수이다.